# Pediopsis
Pediopsis — род цикадок из отряда Полужесткокрылых.

## Описание
Цикадки длиной около 4-5 мм. Темя очень короткое, посредине короче, чем у глаз. переднеспикна выпуклая, нависающая над теменем. Для СССР указывалось 2 вида. 
- Pediopsis kurentsovi Anufr.
- Pediopsis tiliae (Germar, 1831)[2]